# Chiesa della Visitazione di Maria Santissima (Genova)
La chiesa della Visitazione di Maria Santissima - detta anche Santa Maria della Visitazione - è un luogo di culto cattolico situato nel quartiere di Prè in salita della Visitazione nel comune di Genova, nella città metropolitana di Genova. L'edificio è ubicato nei pressi della stazione ferroviaria di Genova Piazza Principe.

## Storia e descrizione

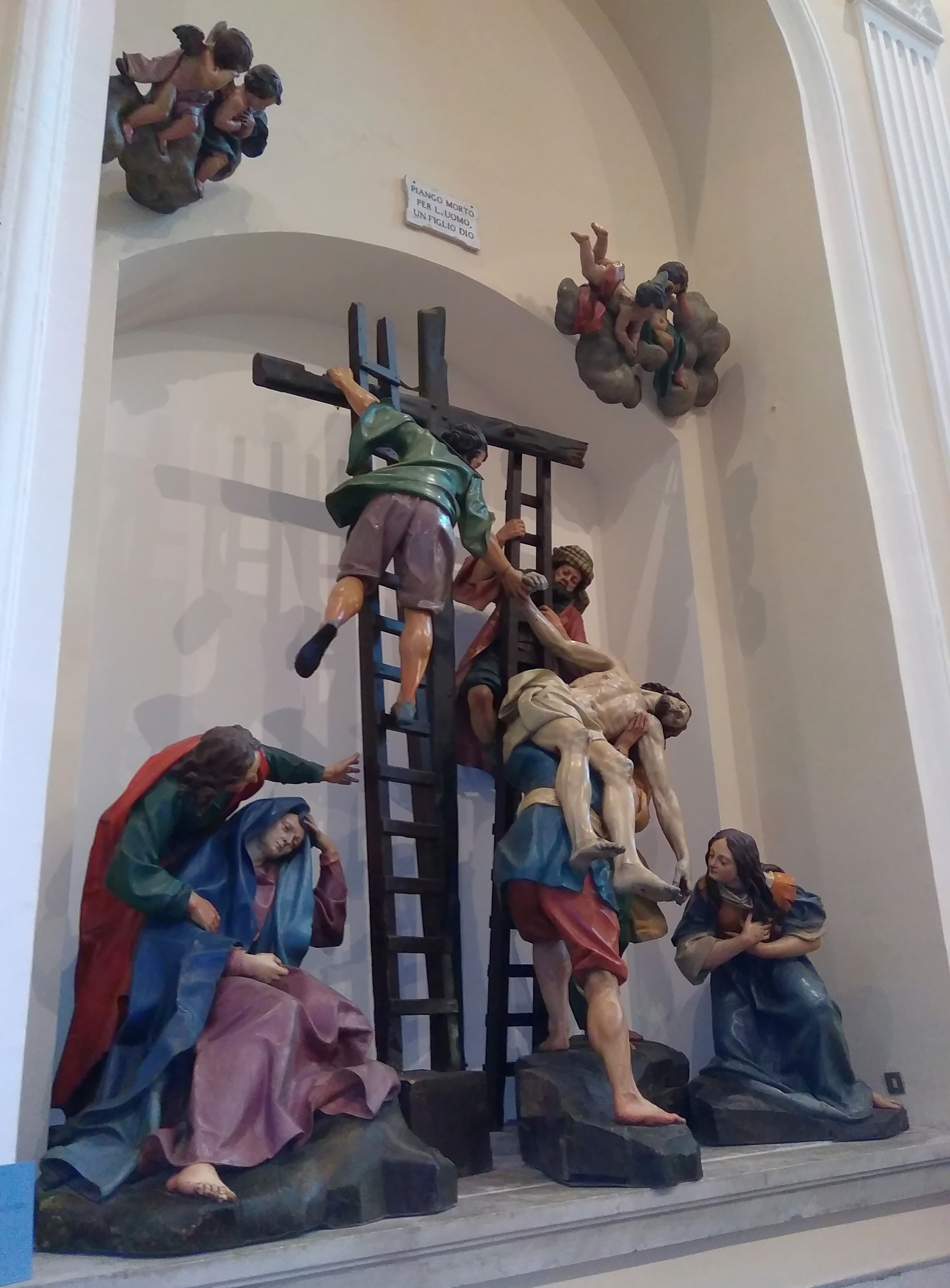
La Deposizione di Anton Maria Maragliano

Il convento di Monte Calvario, questa era stata la sua prima intitolazione, fu fondato nel 1588 da un gruppo di conventuali riformati, che dal nome della località, allora detta "Bregara", erano chiamati Bregarini.
Pochi decenni più tardi, nel 1626, il papa Urbano VIII soppresse quest'ordine e il complesso fu acquistato dai duchi di Tursi, Carlo Doria e Placidia Doria Spinola, che nel 1631 lo concessero in uso a Virginia Centurione Bracelli per accogliere ragazze provenienti dagli ambienti cittadini più poveri e malfamati. Virginia avrebbe desiderato acquistare l'edificio, ma nonostante avesse avviato una raccolta di fondi, non riuscì nel suo intento; nel 1660 il complesso fu invece acquistato dagli agostiniani scalzi. Le suore "Brignoline", come in seguito sarebbero state chiamate, vi rimasero ancora fino al 1664, poi si trasferirono in una nuova sede, nel quartiere di Carignano, che divenne la casa madre dell'ordine.
Entrati in possesso del complesso, gli agostiniani fecero restaurare il convento e ricostruire la chiesa, che venne consacrata il 22 aprile 1715 da Giovanni Domenico Cavagnaro, vescovo di Sagona, in Corsica; in questa occasione la chiesa fu dedicata alla Madonna della Visitazione e ai Dolori della Beata Vergine. La chiesa fu anche arricchita con dipinti di Bartolomeo Guidobono, Giovanni Battista Carlone, Lorenzo e Giovanni Andrea De Ferrari, mentre sull'altare maggiore venne collocata la statua della Madonna del Parto, attribuita a Tommaso Orsolino, oggi nella chiesa genovese di San Nicola da Tolentino.
Il convento della Visitazione, come i numerosi monasteri femminili della zona, fu anch'esso soppresso nel 1798 e trasformato in un tempio massonico. I massoni, tuttavia, vi rimasero solo pochi mesi: infatti un decreto del 22 luglio 1799 autorizzava l'apertura nei locali dell'ex convento di una "fabbrica di birra, rosolio ed acquavite". In seguito il convento ed anche la chiesa furono trasformati in abitazioni, finché nel 1875 il complesso fu acquistato dai frati minori francescani, che ne fecero la sede del Commissariato di Terra Santa e riaprirono la chiesa al culto.
Verso la fine del XX secolo i francescani, diminuiti di numero, si ritirarono dal convento e lo misero in vendita. Il complesso fu acquistato dalle suore dell'ordine delle "Figlie di Nostra Signora al Monte Calvario", il ramo "romano" dell‘istituzione fondata da Virginia Centurione, che vollero così realizzare, dopo quasi quattro secoli, il desiderio della fondatrice. Le "Figlie di N.S. al Monte Calvario" vi fecero ingresso ufficialmente nel 2001 ed oggi gestiscono nei locali del convento una casa di accoglienza per stranieri e un pensionato per studentesse universitarie.